# Avec les compliments de l'auteur
Pour plus de détails, voir Fiche technique et Distribution.
Avec les compliments de l'auteur (Author! Author!) est un film américain d'Arthur Hiller sorti en 1982.

## Synopsis
Ivan Travalian (Al Pacino) va mal. Il n'arrive pas à terminer l'écriture de sa pièce car sa femme Gloria (Tuesday Weld) se détache de plus en plus de lui. Elle ne rentre pas de la nuit et refuse de donner des raisons à ses actes. Ivan, lui, doit s'occuper de son fils Igor et des quatre enfants de Gloria qu'elle a eu de ses quatre précédents mariages. Son producteur et ami le harcèle sans arrêt car les répétitions de la pièce ont commencé mais le deuxième acte ne reflète que la détresse de son auteur et ne suit pas le fil de l'histoire. Quand Gloria annonce à Ivan qu'elle le quitte pour un obscur petit comptable, c'est la fin de tout. Ivan se retrouve seul avec son fils alors que les enfants de Gloria repartent chez leurs pères respectifs. La liaison qu'il aura avec la vedette de la pièce (Dyan Cannon) ne l'apaisera pas jusqu'au retour des enfants de Gloria chez Ivan où ils se trouvent mieux que dans leur famille. Ivan va alors tenter de ramener Gloria avant de se rendre compte que celle-ci n'est qu'une égoiste stupide et vaniteuse. Ivan se remet au travail aidé par les enfants jusqu'au succès triomphal de la pièce.

## Fiche technique
- Titre français : Avec les compliments de l'auteur
- Titre original : anglais : Author! Author!
- Réalisation : Arthur Hiller
- Scénario : Israel Horovitz
- Musique : Dave Grusin et Johnny Mandel
- Photographie : Victor J. Kemper
- Montage : William Reynolds
- Costumes : Gloria Gresham
- Production : Irwin Winkler
- Société de production : 20th Century Fox
- Société de distribution : 20th Century Fox (États-Unis)
- Genre : Comédie dramatique et romance
- Durée : 110 minutes
- Date de sortie : 
  - États-Unis : 18 juin 1982

## Distribution
- Al Pacino (VF : Bernard Murat) : Ivan Travalian
- Dyan Cannon : Alice Detroit
- Tuesday Weld : Gloria
- Bob Dishy : Finestein
- Bob Elliott : Patrick Dickler
- Ray Goudling : Jackie Dickler